# Рауен
Рауен (нім. Rauen) — громада в Німеччині, розташована в землі Бранденбург. Входить до складу району Одер-Шпре. Складова частина об'єднання громад Шпренгаген.
Площа — 21,43 км2. Населення становить 2040 ос. (станом на 31 грудня 2020).

## Галерея

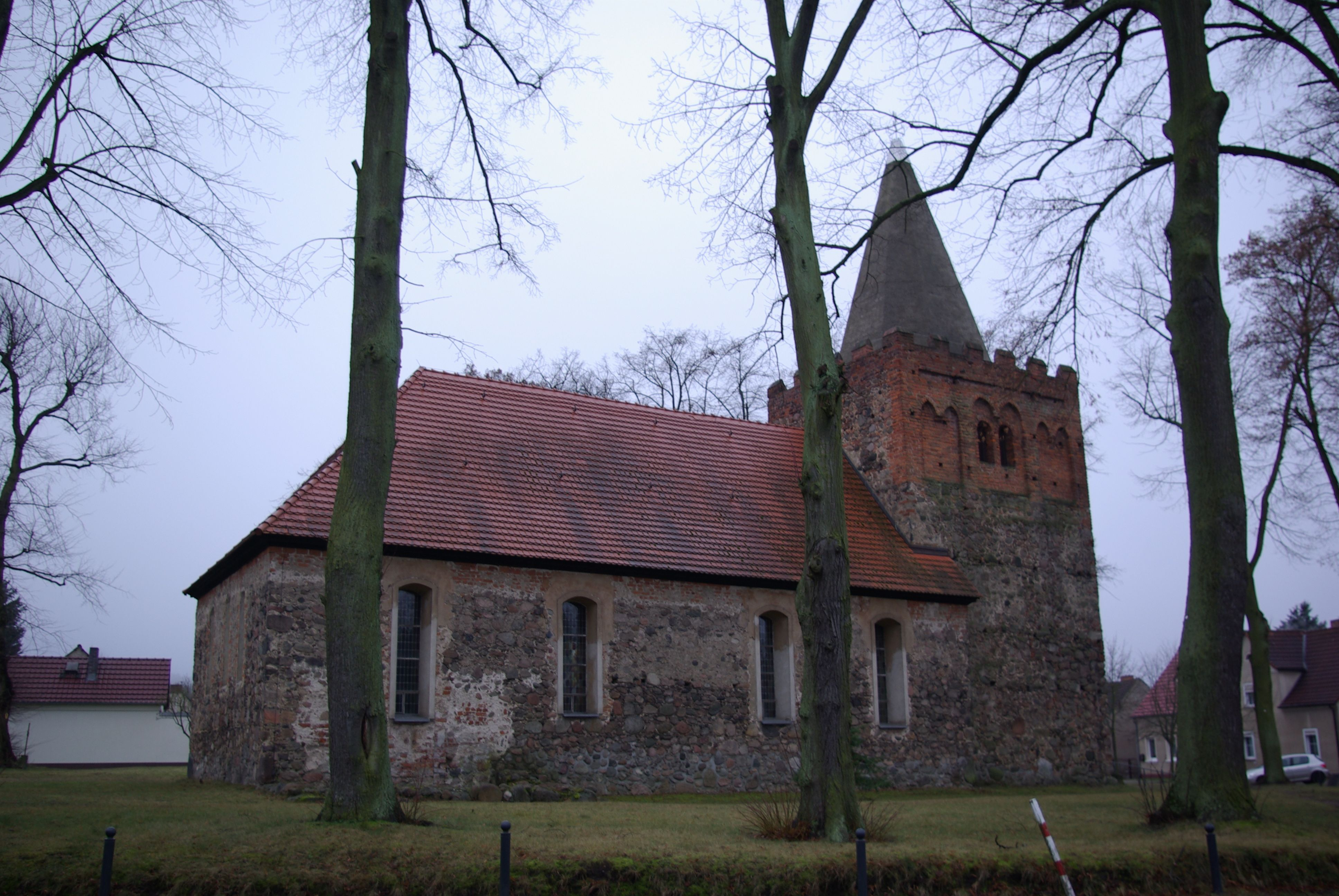